# Aéroport de Golovin
L'aéroport de Golovin est un aéroport public situé à Golovin, une ville de la région de recensement de Nome de l'État américain de l'Alaska.
Selon les registres de la Federal Aviation Administration, l'aéroport a enregistré 1 753 embarquements de passagers au cours de l'année civile 2010, soit une augmentation de 8,4 % par rapport aux 1 617 embarquements de 2009. Cet aéroport est inclus dans le Plan national des systèmes aéroportuaires intégrés (en) de la FAA pour 2011-2015, qui le classe comme aéroport d'aviation générale.

## Installations
L'aéroport de Golovin occupe une superficie de 91 hectares à une altitude de 18 mètres. Il possède une piste orientée 2/20 avec une surface de gravier mesurant 1 219 mètres.

## Compagnies et destinations
La compagnie aérienne suivantes offrent un service passagers régulier:
| Compagnie  | Destinations                         |
| ---------- | ------------------------------------ |
| Bering Air | Elim (en), Nome, White Mountain (en) |

Avant sa faillite et la cessation de toutes ses opérations, Ravn Alaska desservait l'aéroport.